# Bimota SB7
La Bimota SB7 è una motocicletta costruita dalla casa motociclistica italiana Bimota dal 1994 al 1995.

## Descrizione
Presentata a EICMA nel 1993, la SB7 montava un motore a quattro cilindri in linea a quattro tempi da 749 cm³ derivato direttamente da quello montato sulla Suzuki GSX-R750 SP, attraverso un accordo di fornitura tra il costruttore italiano e quello nipponico. Dotata di raffreddamento a liquido, sviluppava 132 cavalli a 10000 giri/min e una coppia di 8,5 mkg a 9000 giri/min ed era accoppiato ad un cambio a sei rapporti.
Il motore, con basamento in magnesio, era raffreddato a liquido e alimentato da un sistema ad iniezione elettronica del carburante.
Il telaio, di tipo perimetrale, era nuovo ed era composto da due longheroni, una a destra e l'altro a sinistra, in alluminio, che vanno dal piantone dello sterzo al forcellone posteriore. Questa tipologia di telaio era chiamata SLC (Straight Line Connection), perché i due longheroni formano una linea assolutamente retta. La sella realizzata in carbonio e fibra di vetro, formava un'unica entità con il serbatoio, svolgendo anche funzione autoportante.
La frenata è assicurata da un sistema fornito dalla Brembo, grazie a due dischi da 320 mm di diametro all'anteriore morsi da pinze radiali a quattro pistoncini e un disco da 210 mm di diametro al posteriore coadiuvato da una pinza a doppio pistoncino. Il sistema sospensivo era costituito da forcella telescopica da 46 mm all'avantreno della Paioli regolabile in estensione, compressione e precarico, mentre al retrotreno da un monoammortizzatore al retrotreno Öhlins.